# アーチボルド・ホール
アーチボルド・トムソン・ホール（英語: Archibald Thomson Hall, 別名：ロイ・フォンテーン〈Roy Fontaine〉、1924年6月17日 - 2002年9月16日）は、イギリスのシリアルキラー、及び窃盗犯。スコットランドのグラスゴーに生まれ、イギリスの上流社会で執事として働きながら殺人を犯し、殺人執事、怪物執事などと呼ばれた。

## 犯罪歴
15歳の時に窃盗に手を染め、すぐに侵入盗に手を出していく。バイセクシャル（両性愛者）であることを利用し、ロンドンのゲイの世界に入り込むと、盗んだ宝石などを売り払い、初めて実刑判決を下された。服役中に骨董品や上流社会でのエチケットを学んだり、スコットランド訛りを和らげる発声法も勉強した。
出所後、ロイ・フォンテーンを名乗り（女優のジョーン・フォンテインから借用）、執事として働き始めるが、またしても宝石を盗み、すぐに刑務所に逆送りとなった。この間に、結婚と離婚をしている。

## 窃盗犯から殺人犯へ
1975年、出所したホールはスコットランドへ戻る。ダムフリーシャー、カートルトン・ハウスの未亡人ペギー・ハドソンの元で執事として働き始める。当初はまた貴重品などを盗もうと考えていたが、執事という仕事も、主人であるハドソン夫人のことも気に入っていることに気が付き、盗み出すことはなかった。
1977年、猟場の管理人をしていた服役中の知り合いデイヴィッド・ライトが、ハドソン夫人の宝石を盗み、ホールの前科をネタに脅迫し口論となった。
友好的な解決を試みようとライトとウサギ狩りに出かけたが、猟場を出ると、彼を射殺し、死体をカートルトン・ハウスの小川の側に埋めた。
すぐに仕事を辞め（ハドソン夫人は明らかにがっかりしていた）、ロンドンへ行くと、82歳のウォルター・スコット＝エリオットとその妻で60歳のドロシーの元で執事として働きながら、窃盗や不法行為を繰り返した。スコット＝エリオットは1945年から1950年まで労働党のアクリントン選挙区の議員を務めた資産家で、スコットランド系貴族でもあった。金品を奪って仕事を辞めるという計画について共犯者のマイケル・キットと話し合っている時に、ドロシーが入ってきてしまい、キットがとっさに彼女の口を枕で塞ぎ窒息させてしまった。それからウォルターに薬を飲ませ、ハウスキーパーのメアリー・コグルに手伝わせて、スコットランドまで車で連れて行った。ドロシーの遺体はパースシャーのブレイコーに埋められ、薬で眠らされていたウォルターは絞殺された上、シャベルで殴られ、インバネスシャーのトミッチの森に埋められた。
彼らは次に、ドロシーの高価な服や宝石を身に着け、注目を浴びていたコグルを狙った。コグルは犯罪の証拠となる毛皮のコートを手放すことを拒み、ホールとキットは火かき棒で彼女を殺し、ダムフリーシャーのミドルビーの小川に死体を捨てた。彼女の遺体は、1977年12月25日に羊飼いによって発見された。
2人の最後の犠牲者となったのは、ホールの半分血のつながった弟で、小児性愛の容疑で出所したばかりのドナルドだった。2人は、ホールが休日を過ごしていたカンブリアでドナルドを見つけ、強盗の共犯にならないかと持ちかけた。計画に乗ったドナルドの身動きをクロロホルムで封じ、浴槽に沈め溺死させた。しかし、ドナルドの遺体の処理に失敗し、2人は逮捕された。

## 逮捕
ホールはキットに999と不吉な数字が並んだナンバープレートを取り換えさえた車のトランクに死体を入れ、スコットランドまで埋めに行った。さらに、荒天により運転が危険な状態となり、事故を避けるためにイースト・ロージアンのノース・ベウィックのホテルに投宿した。
しかし、挙動不審な2人に疑いを持ったホテルの従業員が、宿泊料金が支払われるか心配し、警察に警戒情報として通報した。到着した警察は道路税支払済証とナンバープレートの不一致に気付き、2人に職務質問をした。警察署に車を持って行った警察は、トランクに入っていたドナルドの死体を発見し、その陰惨な犯行が露見することとなった。
キットは逮捕され、ホールはトイレの窓から逃亡したが、警察が検問を張り、近くのハディントンで捕まった。
警察はホールの車と登録ナンバーを関連付け、2人の男が銀製品と陶磁器を相場より低い値段で持ち込んだニューカッスル＝アンダー＝ライムの骨董品ディーラーの存在に気づいた。車からロンドンのスコット＝エリオット邸までたどり着いた警察は、部屋から貴重品がなくなり、血で汚れているのに気が付いた。ここからさらに遺体が見つかっており、スコット＝エリオット邸のハウスキーパーとして登録されていたコグルの殺害まで関連付けられた。この後、3人の男（薬で眠らされていたスコット＝エリオットを含む）と女1人がホテルに一晩泊り、翌日戻って来たのはホールとキットの2人だけだったという証言を得た。
ホールは拘置中、3体の遺体が見つかる前に自殺を図ろうとした。雪深く厳しい寒さが続き、メディアの目も集まる中、警察はデイヴィッド・ライト、ウォルター・スコット＝エリオット、ドロシー・スコット＝エリオットの遺体を発見し、ホールとキットを5件の殺人で告発した。

## 服役と死
ホールはロンドンとエディンバラの法廷で4件の殺人で有罪となったが、ドロシーの殺害に関しては証拠不十分で訴追されなかった。スコットランドの法廷は最低15年は仮釈放のない終身刑、イングランドの法廷は仮釈放なしの終身刑を言い渡した。
一方のキットは3件の殺人で有罪となり、スコットランドでは年数なし、イングランドでは最低15年は仮釈放のない終身刑を言い渡された。陪審員は、キットはホールに誘われただけであり、ホールは彼の殺害も計画していたと判断した。
1999年、ホールは自伝"A Perfect Gentleman" を上梓した。その3年後の2002年、ポーツマスのキングストン刑務所で脳梗塞により78歳で死亡した。

## 映画
2005年、イギリスの俳優マルコム・マクダウェルとハリウッドの脚本家ピーター・ベルウッドが、ホールの題材とした映画の資金集めと監督探しを始めた。2011年、マクダウェルが、映画を撮影中であること、タイトルは"Monster Butler" であることを明かしたが、その後予算不足で製作は頓挫した。